# Északi terület
Az Északi terület (Northern Territory vagy rövidítve NT) Ausztrália középső, illetve középső és északi területén fekvő, az ausztrál államszövetséghez tartozó territórium. Nyugatról közös határa van Nyugat-Ausztráliával (keleti hosszúság 129°), délről Dél-Ausztráliával (déli szélesség 26°) keleten Queenslanddel (keleti hosszúság 138°). Északról a területet a Timor-tenger, az Arafura-tenger és a Carpentaria-öböl határolja, mely utóbbihoz Pápua Új-Guinea és Indonézia más szigetei is tartoznak. Bár területe hatalmas – 1 349 129 négyzetkilométer, amivel az ausztrál államszövetség harmadik legnagyobb területi egysége, illetve a világon is a 11. legnagyobb közigazgatási egység –, rendkívül ritkán lakott. Az Északi terület népessége 244 000 fő (2016), ami a legkisebb lakosságszámot jelenti Ausztrália nyolc fő állama és territóriuma között; Tasmania lakosságának is alig fele él itt.
Az Északi terület régészetileg feltárható története több mint 40 ezer éve kezdődött, amikor az ausztrál őslakók megtelepedtek a területen. Legkésőbb a 18. századtól makassari kereskedők a terület őslakosaitól tengeriuborkát szereztek be. A terület tengerpartját az európaiak a 17. században pillanthatták meg. A britek voltak az első európaiak, akik megpróbáltak megtelepedni a part menti sávban. Három sikertelen kísérletet (1824–1828., 1838–1849. és 1864–66.) követően Port Darwint 1869-ben alapították meg. Ma a gazdaság alapját az idegenforgalom adja, különös tekintettel a terület északi részén fekvő Kakadu Nemzeti Parkra és az Ausztrália középső részén található, az Ayers Rock (Uluru) és az Olgák (Kata Tjuta) sziklaképződményeiről híres Uluru-Kata Tjuta Nemzeti Parkra, illetve számottevő bányászati tevékenység folyik.
A territórium fővárosa és egyben legnagyobb városa Darwin. A lakosság a parti területeken és a Stuart Highway mentén koncentrálódik. A többi fő település (nagyságbeli sorrendben) Palmerston, Alice Springs, Katherine, Nhulunbuy és Tennant Creek.

## Történelem

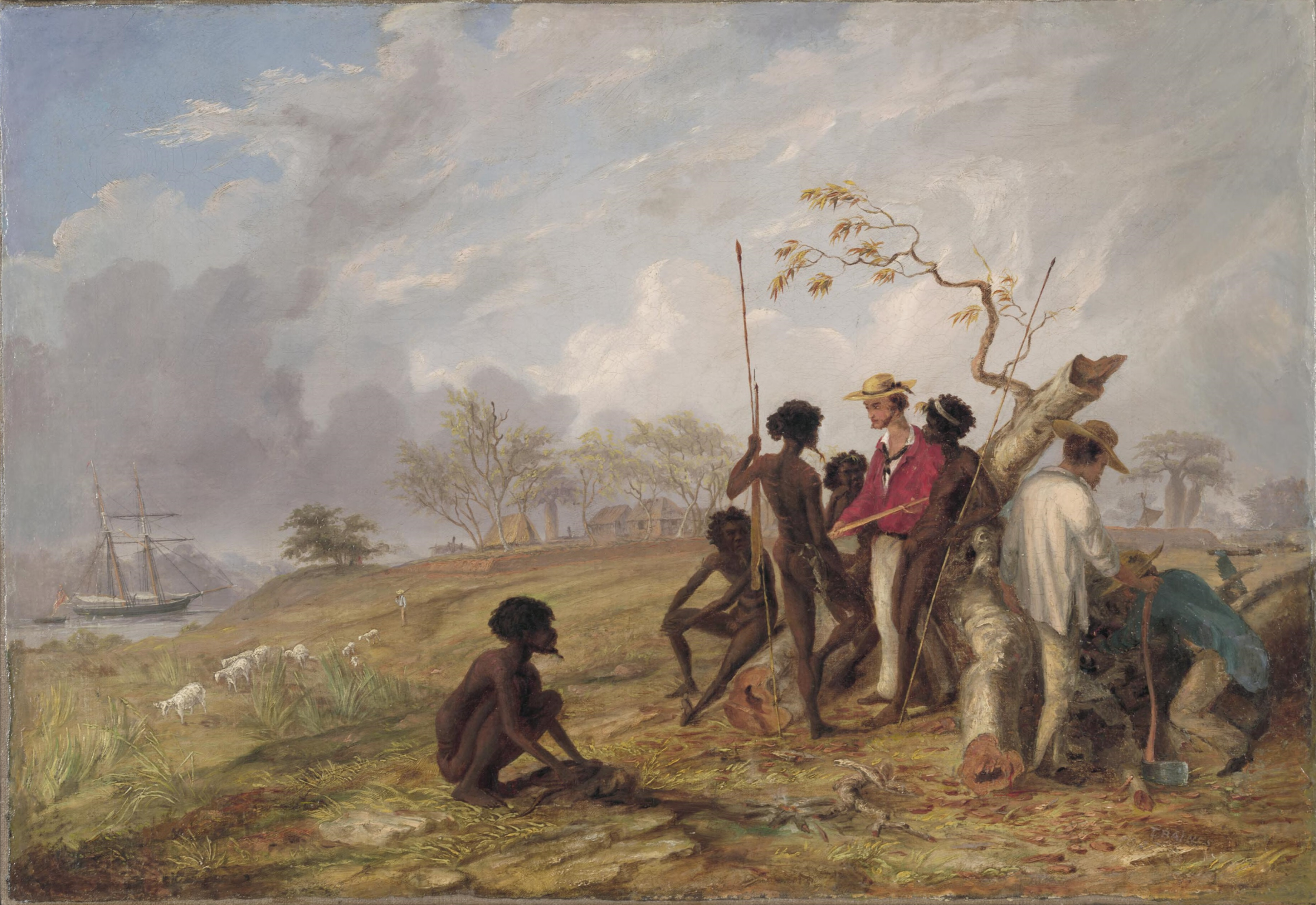
Thomas Baines őslakosokkal a Viktória-folyó torkolatánál.

Az ausztrál őslakók a becslések szerint mintegy 40 ezer éve élnek az Északi területen; az őslakosok és a mai Indonézia területén élő népek között legalább öt évszázada állnak fenn széles körű kereskedelmi kapcsolatok.
A britek érkezésüket követően, a korai időkben négyszer tettek kísérletet az északi partvidék emberpróbáló környezetében való megtelepedésre, ebből három – elsősorban az éhínség – miatt kudarcot vallott. Az Északi terület 1825 és 1863 között Új-Dél-Wales gyarmat része volt, eltekintve egy rövid, 1846 februárja és decembere közötti időszaktól, amikor a terület a rövid életű Észak-Ausztrália tartományhoz tartozott. 1863 és 1911 között aztán Dél-Ausztrália része volt, ebben az időben, 1870 és 1872 között épült meg Ausztrália első transzkontinentális távíróvonala, az Overland Telegraph Darwin és a dél-ausztráliai Port Augusta között.
1883–1889-ben vasút létesült Palmerston és Pine Creek között. A gazdaság alapját a szarvasmarha-tenyésztés és a bányászat jelentette; 1911-ben már 513 ezer szarvasmarhát tartottak a területen. Egykor a Victoria River Downs-i telep számított a világ legnagyobb szarvasmarhatartó gazdaságának. 1872-ben Grove Hillnél, majd Pine Creek, Brocks Creek és Burrundi térségében aranyat találtak, illetve a Daly-folyónál rezet fedeztek fel.
1911. január 1-én, egy évtizeddel az Ausztrália Államszövetség megalakulását követően az Északi területet leválasztották Dél-Ausztráliától, és államszövetségi irányítás alá helyezték. Alfred Deakin, az Államszövetség második miniszterelnöke ekkor a következő véleményt fogalmazta meg: „Számomra a kérdés a legkevésbé sem üzleti jellegű, hanem első, másod-, harmad- és legutolsó sorban is nemzeti. Vagy sikerül megoldanunk az északi terület benépesítését, vagy azt át kell adnunk valamely más nemzetnek.”

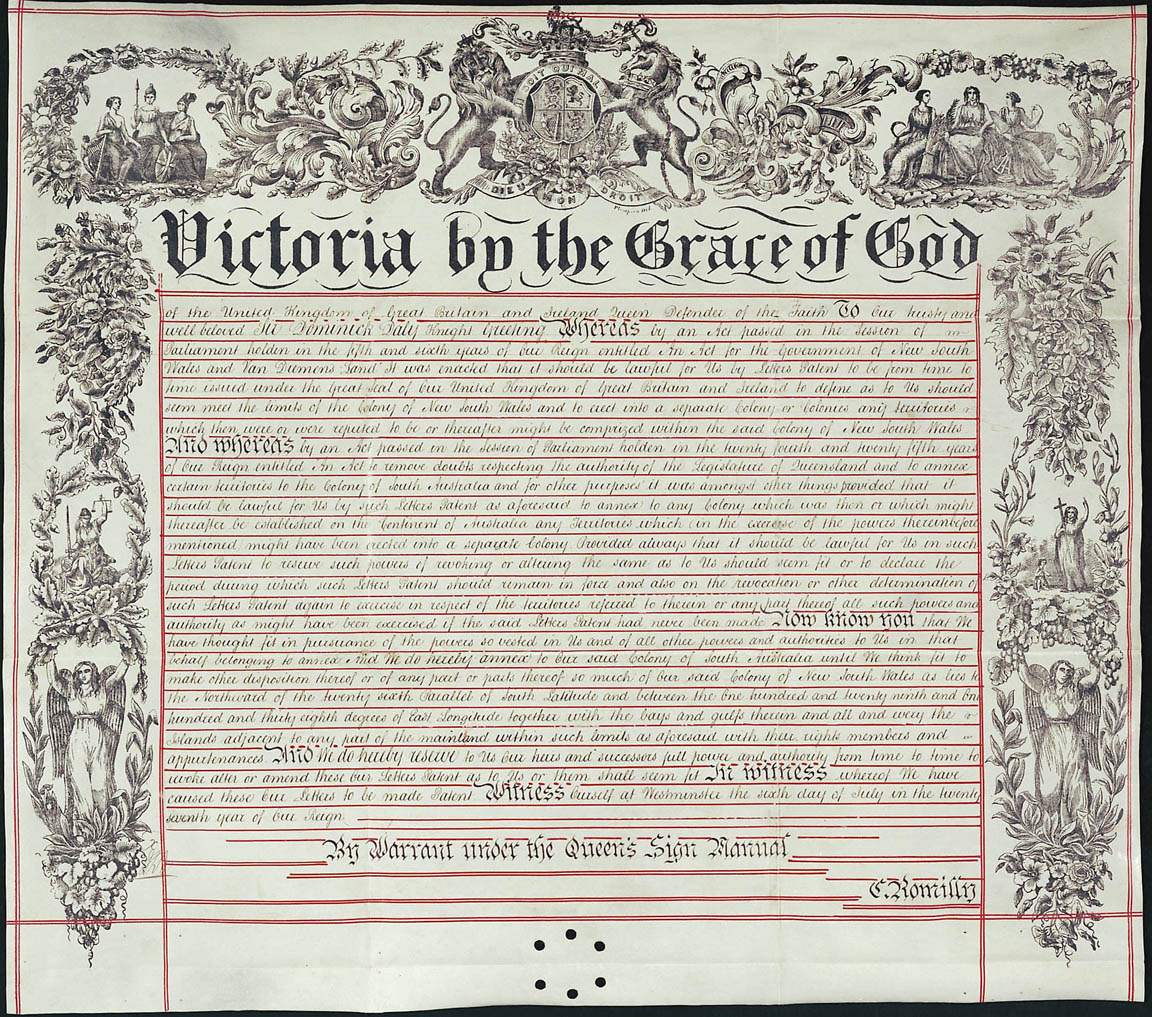
Az 1863-as kiváltságlevél az Északi terület Dél-Ausztráliához való csatolásáról

1912 végén mozgalom indult az „Északi terület” név megváltoztatására. A javaslatok között szerepelt a „Kingsland” megnevezés (V. György után, illetve egy másik tagállam, Queensland nevének megfelelően), valamint a „Centralia” és a „Territoria” név, amelyek közül 1913-ban a Kingsland tűnt a győztesnek. Mindazonáltal a terület nevének a megváltoztatására soha nem került sor.
1927 és 1931 között az Északi területet rövid időre, a déli szélesség 20°-nál kettéosztották Észak-Ausztrália és Közép-Ausztrália területre. Nem sokkal később az Északi terület egyes részein az északi Kimberley régióról elnevezett Kimberley-terv keretei között új zsidó hazát kívántak alapítani, de később az elképzelést elvetették.
A második világháború alatt a terület északi része, az úgynevezett Top End katonai kormányzat alá került. Az Államszövetség története során ez volt az egyetlen alkalom, amikor valamely ausztrál állam vagy territórium katonai igazgatás alatt állt. A háborút követően az Államszövetség visszakapta a teljes terület feletti irányítást. 1942. február 19-én került sor a Darwin elleni légitámadásra. Ez volt a legnagyobb szabású, idegen hatalom által indított támadás Ausztrália ellen. A városban és annak környékén számos emléke – lőszertároló bunkerek, leszállópályák, olajvezetékek és múzeumok – fennmaradt Darwin második világháborús történetének.
Az ausztrál őslakosok harcot indítottak a tisztességes bérekért és a földhöz való jogaikért. E küzdelem fontos eseménye volt a Gurindji népcsoport által szervezett sztrájk, és tiltakozásként 10 éves kivonulásuk a Wave Hillre 1966-ban. Gough Whitlam miniszterelnök államszövetségi kormánya 1973 februárjában az Északi terület őslakosainak földjogi helyzetét rendezendő felállította a Woodward Királyi Bizottságot. Philip Woodward bíró első, 1973. júliusi jelentésében azt javasolta, hogy hozzanak létre külön-külön bizottságot a terület középső és északi részén a földjogi kérdések kezelésére, hogy e bizottságokon keresztül érvényesre juthassanak az őslakosok szempontjai is. A Királyi Bizottság jelentésének következményeként elkészült a földtörvény tervezete, de annak elfogadása előtt a Whitlam-kormány megbukott.
Az őslakos földtörvényt végül a Fraser-kormány fogadta el 1976. december 16-án, illetve az a következő Ausztrália-napon (1977. január 26-án) lépett életbe.
1974 szentestéjén a Tracy nevű trópusi ciklon végzett óriási pusztítást. A ciklon 71 ember halálát okozta, a kár akkori értéken 837 millió ausztrál dollárra (2014-es értéken 4,45 milliárd ausztrál dollárra) rúgott: Darwin épületeinek több, mint 70%-a, a lakóépületeknek pedig 80%-a elpusztult. Tracy az akkor 47 ezres lakosú városban 41 ezer embert hagyott fedél nélkül. A várost immár jobb településfejlesztési elveknek megfelelően újjáépítették, és az mára modern, rendezett metropolisszá vált.
Az Északi terület 1978. július 1-én nyerte el a teljes önkormányzatot, ennek keretében a Törvényhozó Gyűlés vezetője a főminiszter. A közigazgatás vezetője ( Administrator of the Northern Territory ) olyan, lényegében kormányzói jogkörrel eljáró tisztviselő, aki a területen a királynő „közvetett” képviselőjeként jár el.
Rövid ideig, 1995–96-ban az Északi terület a világ azon kevés helye közé tartozott, ahol jogszerűnek számított az eutanázia, de utóbb a szövetségi parlament ezt visszavonta.
A törvény hatályon kívül helyezését megelőzően négyen vették igénybe az önkéntes eutanázia lehetőségét a korábbi orvos és ausztrál emberbarát, Dr. Philip Nitschke által támogatott törvény alapján.

## Kormányzás

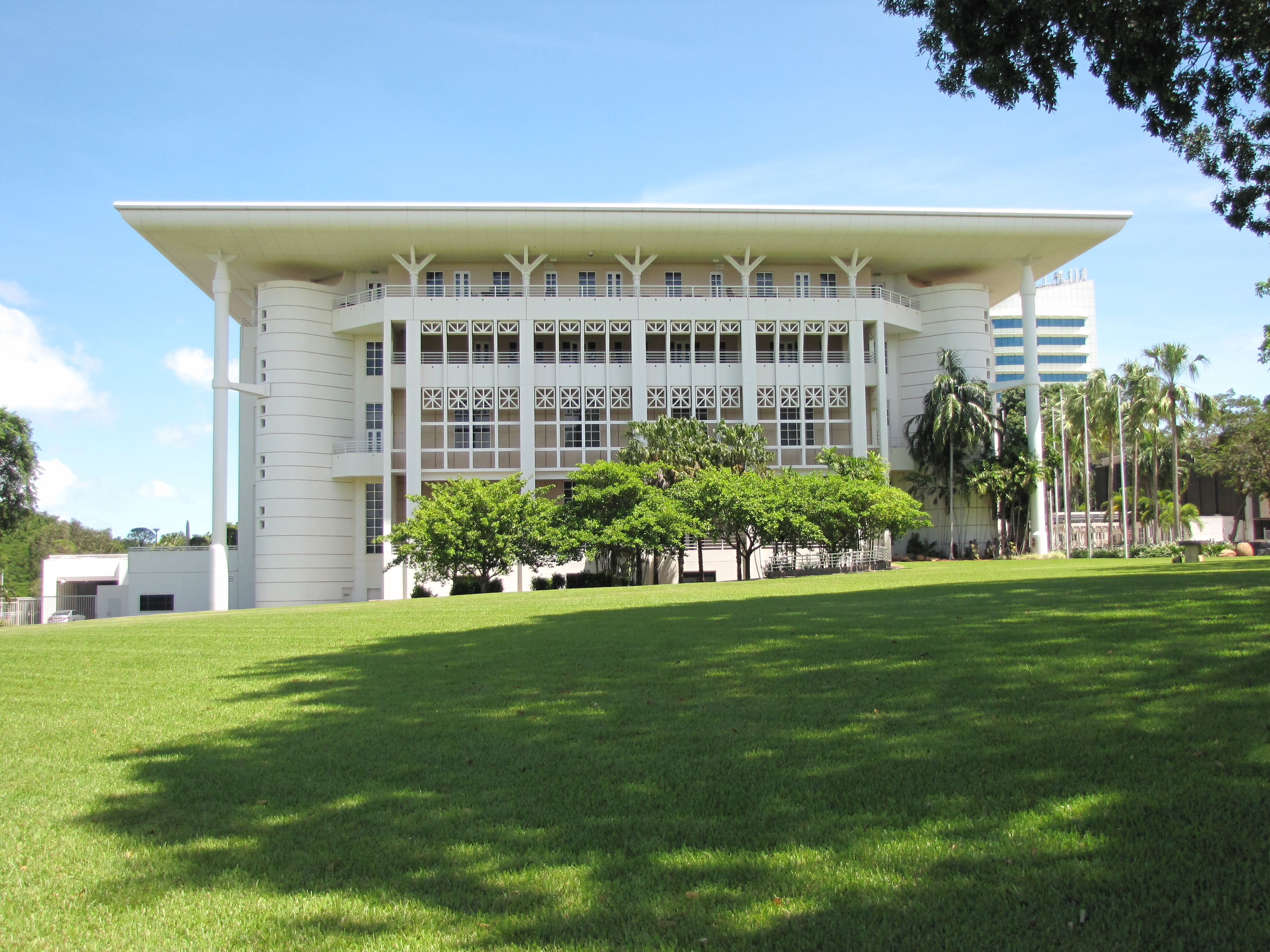
Az Északi terület Törvényhozó Gyűlésének épülete Darwinban

### Parlament
Az Északi terület parlamentje az ország három állami egykamarás törvényhozó testületeinek az egyike. A westminsteri rendszer alapján működő testületet az Északi területnek az 1974-ben létrehozott Törvényhozó Gyűlése alkotja, ami a korábbi Törvényhozó Tanácsot váltotta fel. A parlament egyúttal az Ausztrál Kormány Északi területének hivatalos lapját (Northern Territory of Australia Government Gazette) is kiadja.
Az Északi terület Törvényhozó Tanácsa részben választott képviselőkből álló, 1947-től működő testület volt, amit 1974-ben a csak választott képviselőkből felálló Törvényhozó Gyűlés váltott fel. Az 1947-es választáson összesen 4443 szavazati joggal rendelkező polgár szavazhatott. Az Északi terület öt választási körzetre van felosztva, ezek Darwin (Ausztrália), Alice Springs, Tennant Creek, Batchelor és Stuart.
Bár ez a testület Ausztrália állami parlamentjeiéhez hasonló jogköröket gyakorol, az más államoktól eltérően nem alkotmányos jogokból eredeztethető, hanem az Ausztrál Államszövetség kormánya által átruházott jogkörökön alapszik. Ennek megfelelően az államszövetségi kormány fenntartja a jogot, hogy törvényeket hozzon a territórium számára, illetve akár hatályon kívül helyezze a Törvényhozó Gyűlés által megalkotott törvényeket.  Az uralkodót az Északi terület Adminisztrátora (Administrator of the Northern Territory) képviseli a többi ausztrál állam kormányzójáéhoz hasonló jogkörrel.

Az ausztrál zászlót lengető gyerekek Palmerstonban, az ANZAC-napi felvonuláson

A 25 tagú Törvényhozó Gyűlésben a képviselőket négy éves időtartamra választják egymandátumos választókerületekben.
A teljes körű állami jogok megszerzéséért éveken keresztül tartó mozgalom indult. Végül a kérdésben 1998-ban tartottak népszavazást, de a kezdeményezést a szavazók elutasították. Ez az Északi területen és más államszövetségi kormányoknál egyaránt megdöbbenést keltett, mivel a közvélemény-kutatások az államiság többségi támogatottságát jelezték. Mindazonáltal az ausztrál alkotmány alapján a szövetségi kormány maga is meghatározhatja a teljes jogú államiság feltételeit. Az Északi területnek így három szövetségi szenátori helyet kínáltak az eredeti államalkotó államok számára garantált 12 hely helyett. (Ennek oka az eltérő népességszám, mivel egyenlő számú szenátusi mandátum esetén az Északi terület lakóinak egy-egy szavazata több mint 30 Új-Dél-Wales vagy Victoria állambeli szavazatnak felelt volna meg.)

### A főminiszter és a kabinet
Az Északi terület Főminisztere (Chief Minister of the Northern Territory) az önkormányzattal rendelkező territórium kormányának a vezetője, szemben az Ausztrál Államközösség más államainak kormányfőivel (Premier). A Főminisztert az Északi terület Adminisztrátora nevezi ki úgy, hogy rendes körülmények között az Északi terület Törvényhozó Gyűlésében többséggel rendelkező politikai párt vezetője kap felkérést a posztra.

### Adminisztrátor
Az Északi terület 1978. július 1-én nyerte el a teljes önkormányzatot, a közigazgatás vezetőjét, az Adminisztrátort Ausztrália Főkormányzója nevezi ki. A Főkormányzó felé az Adminisztrátor kinevezésére javaslatot az államszövetségi kormány, és nem az Északi terület kormánya tesz, de szokásjog alapján arról először a territórium kormányával egyeztetnek.

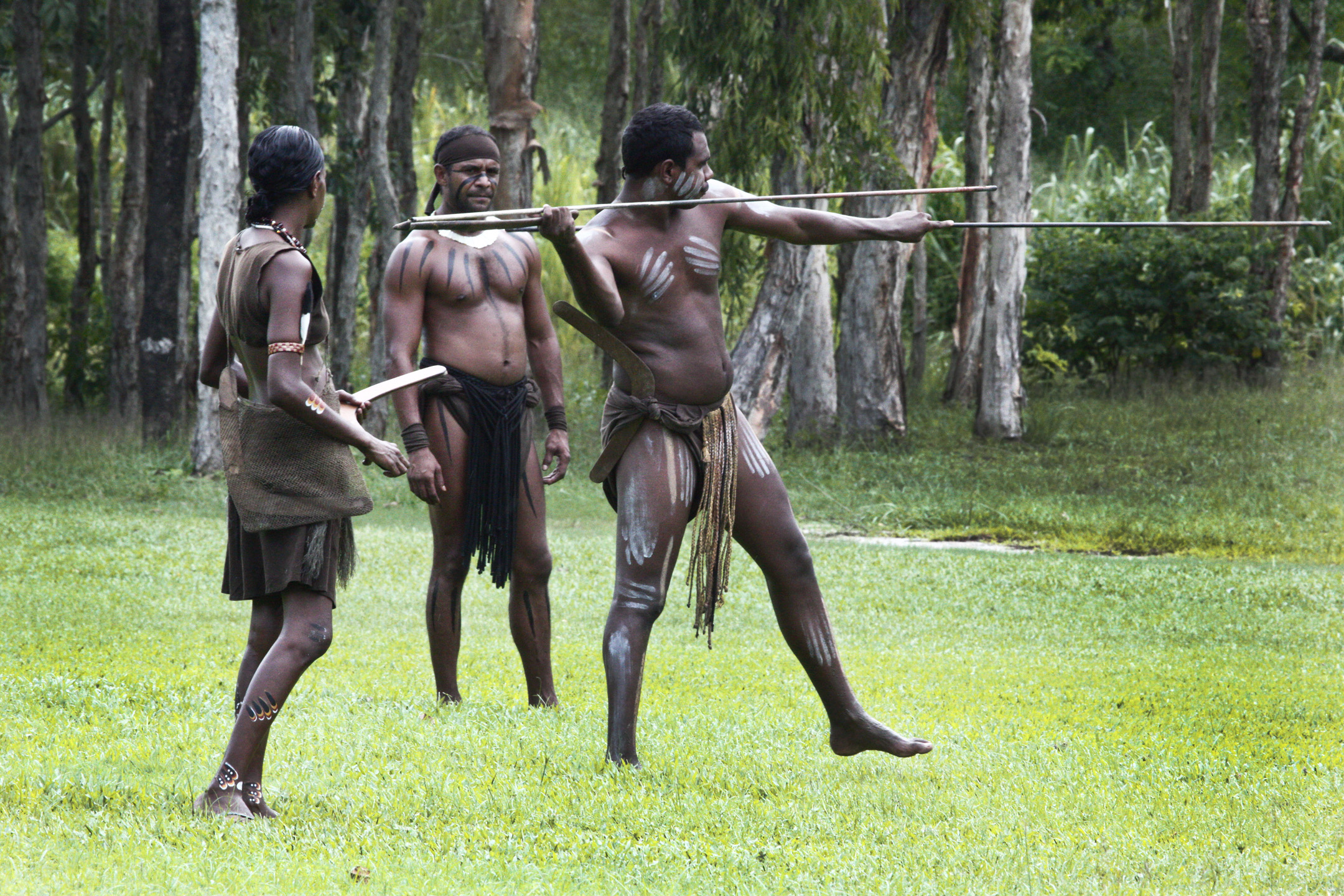
Az Északi területen a földterületek mintegy 49%-a az ausztrál őslakosok tulajdonában van.

### Államszövetségi szintű képviselet
Az Északi területet két-két tag képviseli az ausztrál parlament Képviselőházában, illetve Szenátusában is.

### Helyi önkormányzatok
Az Északi területen 17 helyi önkormányzattal rendelkező egység van, ezek között 11 megye (shire) és öt városi önkormányzat. A megyei, városi és más települési tanácsok felelősek az Északi terület parlamentje által delegált funkciók ellátásáért, mint amilyen a közúti infrastruktúra fenntartása vagy a hulladékgazdálkodás. A tanácsok bevételei többségében ingatlanadóból és kormányzati juttatásokból származnak.

### Őslakő-földtanácsok
Az Északi területen az őslakó földtulajdonosok alkotta földtanácsokat az őslakos földtörvény rendelkezéseinek megfelelően állítják fel.

## Földrajz

Az Északi terület városai, települései és úthálózata

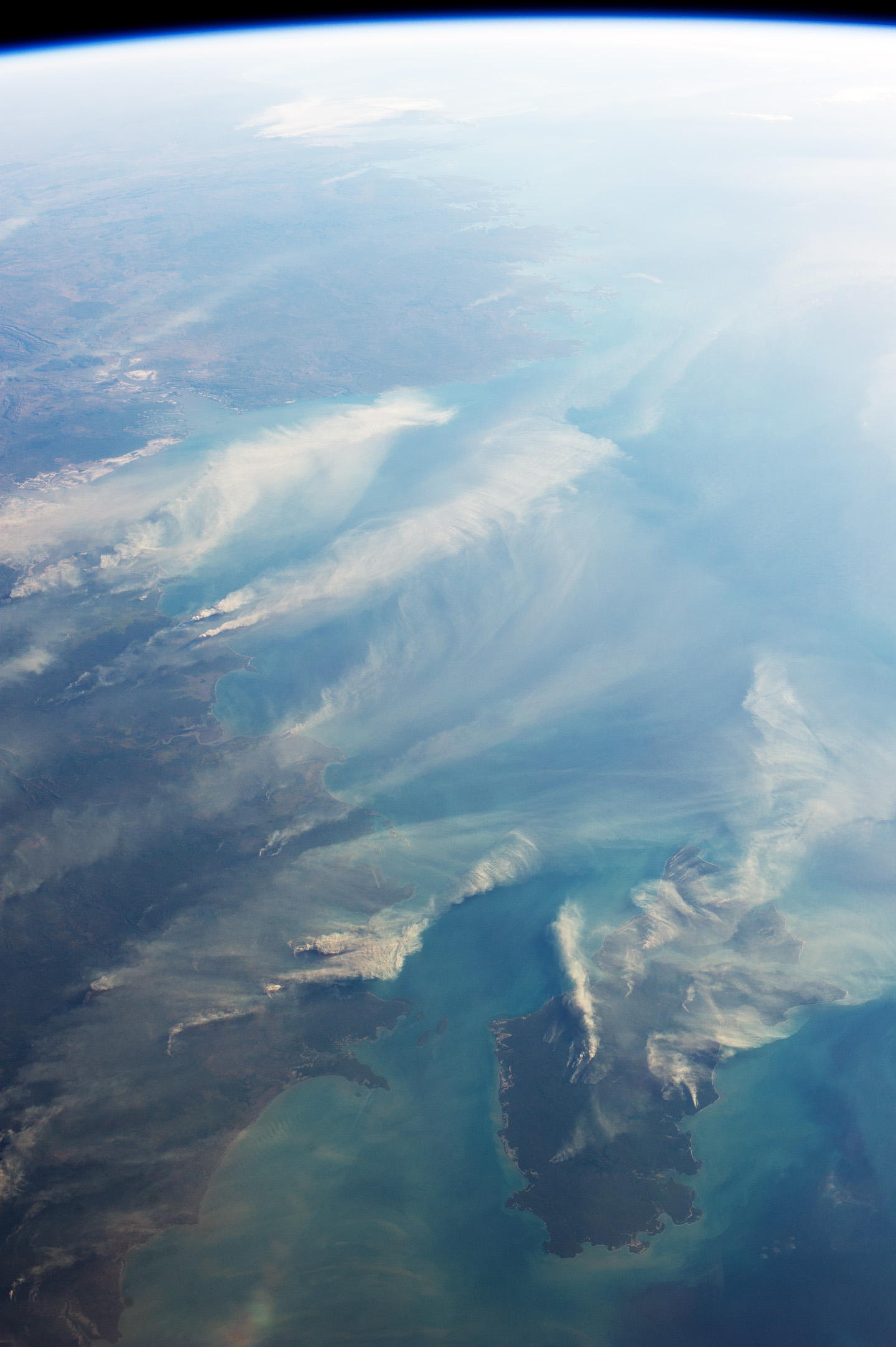
Ausztrália északi partja, a jobb alsó részen Melville-szigettel.

A territóriumon számos apró település van elszórva, de a nagyobb népességű központok az egyetlen szilárd burkolatú, Darwint Ausztrália déli részével összekötő út, Stuart Highway mentén helyezkednek el.
Az Északi területen továbbá két látványos, természetes sziklaképződmény található: az Ayers Rock (Uluru) és az Olgák (Kata Tjuta), a helyi ausztrál őslakosok szent helyei, illetve kiemelt idegenforgalmi látnivalók.
A terület északi részén található a Kakadu Nemzeti Park lélegzetelállító vizes élőhelyeivel és őshonos vadvilágával. Ettől északra az Arafura-tenger, keletre pedig az Arnhem-föld fekszik, aminek regionális központja Maningrida a Liverpool-folyó deltájában.
Az Északi területet behálózzák a folyórendszerek, melyek közül a legnagyobbak az Adelaide-folyó, a Katherine-folyó, az Alligator Rivers vízrendszere, valamint a Daly-, Finke-, McArthur-, Roper-, Todd- és az 560 km hosszú Victoria-folyó.
A területen található két legnagyobb sivatag a 184 000 km²-es Tanami-sivatag és a 176 500 km² területű Simpson-sivatag. A legmagasabb hegycsúcs a MacDonnell-hegységben emelkedő, 1531 m magas Mount Zeil.

### Nemzeti parkok és védett területek
- Arnhem-föld (csak engedéllyel látogatható)
- Barranyi (Északi-sziget) Nemzeti Park
- Casuarina tengerparti természetvédelmi terület, a név a parton növő kazuárfák után
- Charles Darwin Nemzeti Park
- Daly River Natúrpark
- Djukbinj Nemzeti Park
- Dulcie Range Nemzeti Park
- Elsey Nemzeti Park
- Finke Gorge Nemzeti Park
- Garig Gunak Barlu Nemzeti Park
- Howard Springs Natúrpark, természetvédelmi terület
- Iytwelepenty / Davenport Ranges Nemzeti Park
- Judbarra/Gregory Nemzeti Park
- Kakadu Nemzeti Park
- Karlu Karlu / Devils Marbles természetvédelmi terület
- Keep River Nemzeti Park
- Litchfield Nemzeti Park
- Mary River Nemzeti Park
- Mataranka hőforrásai
- Nitmiluk Nemzeti Park
- Tanami-sivatag
- Uluru-Kata Tjuta Nemzeti Park
- Watarrka Nemzeti Park (a Kings Canyonnal)
- West MacDonnell Nemzeti Park

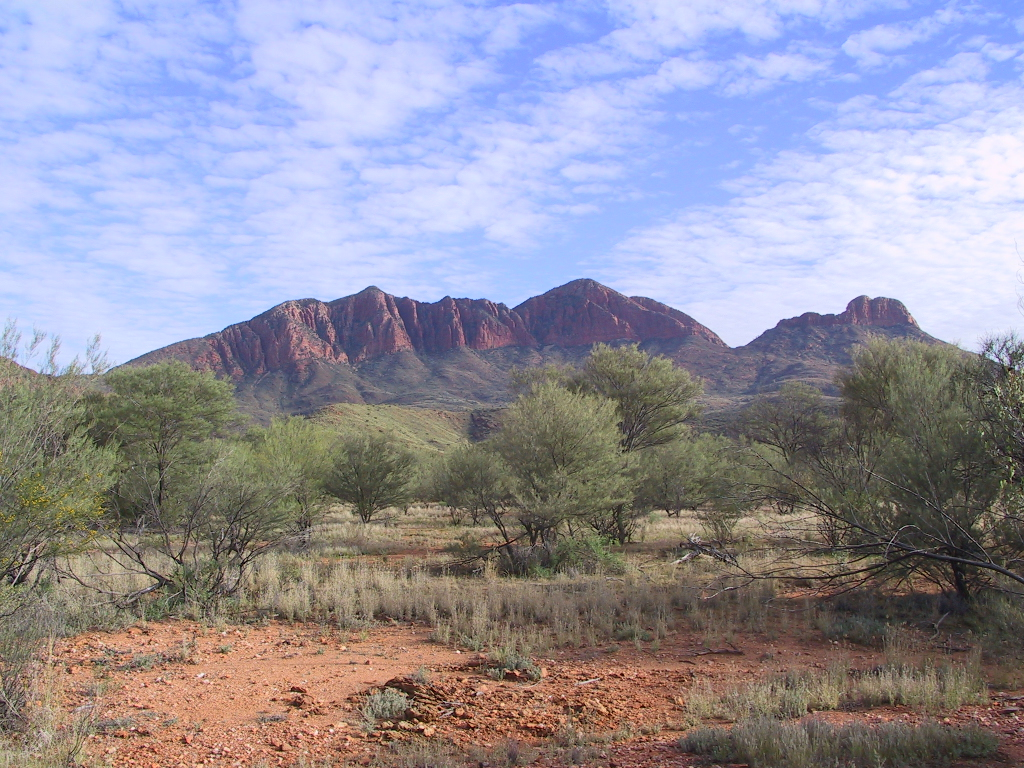
Az 1380 méter magas Mount Sonder az Északi terület negyedik legmagasabb csúcsa, West MacDonnell Nemzeti Park
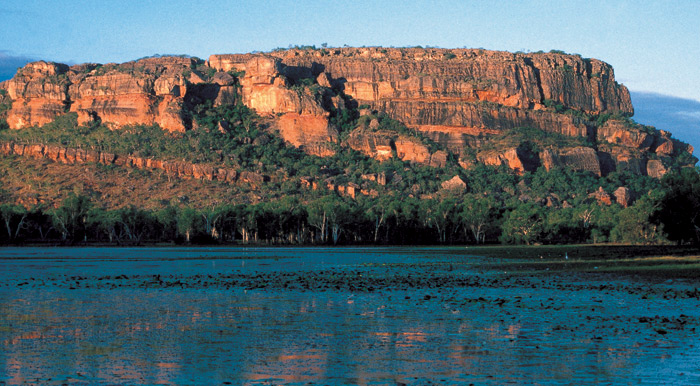
A Nourlangie sziklatömb a Kakadu Nemzeti Parkban
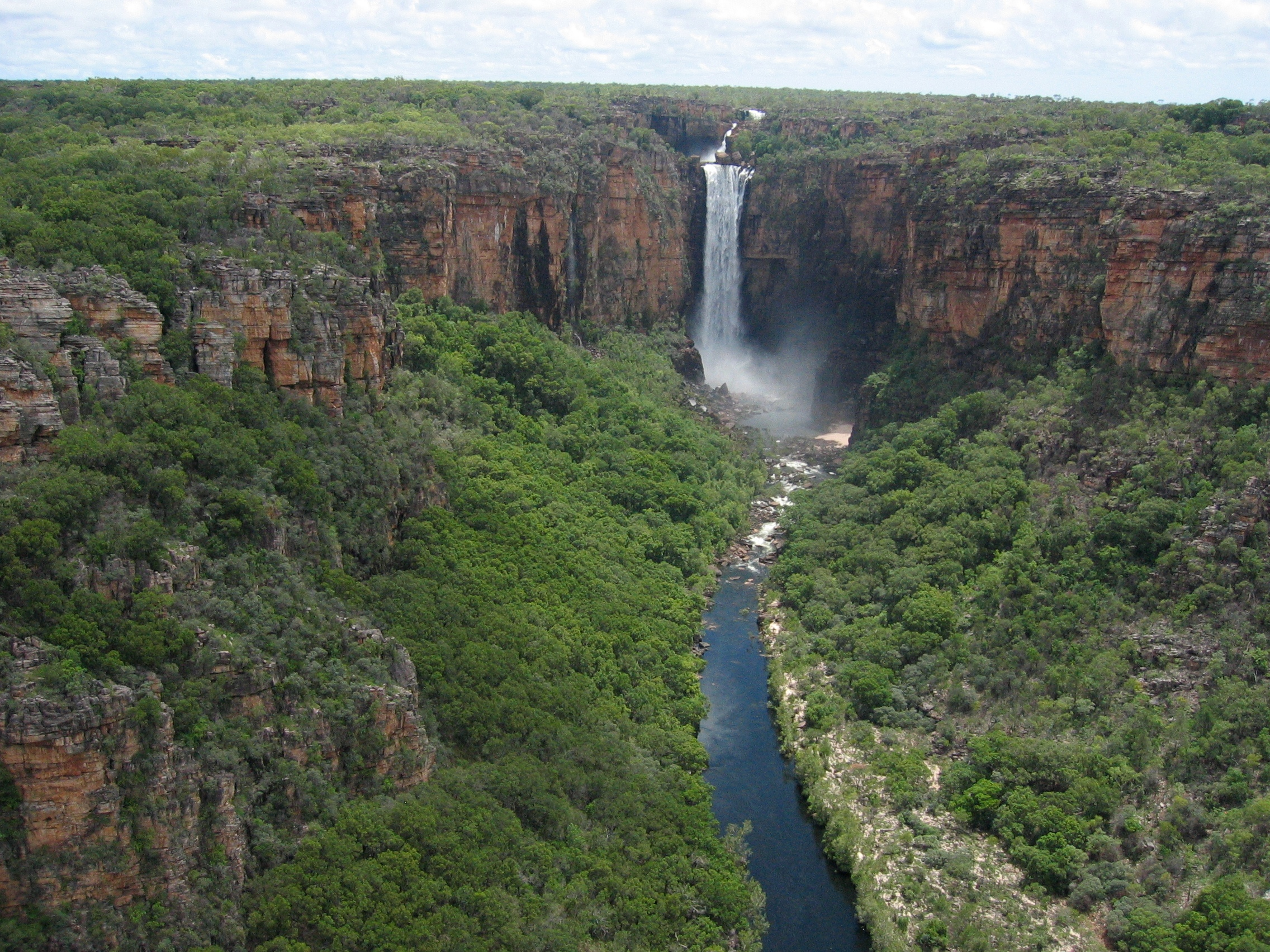
Jim Jim Falls, Kakadu Nemzeti Park
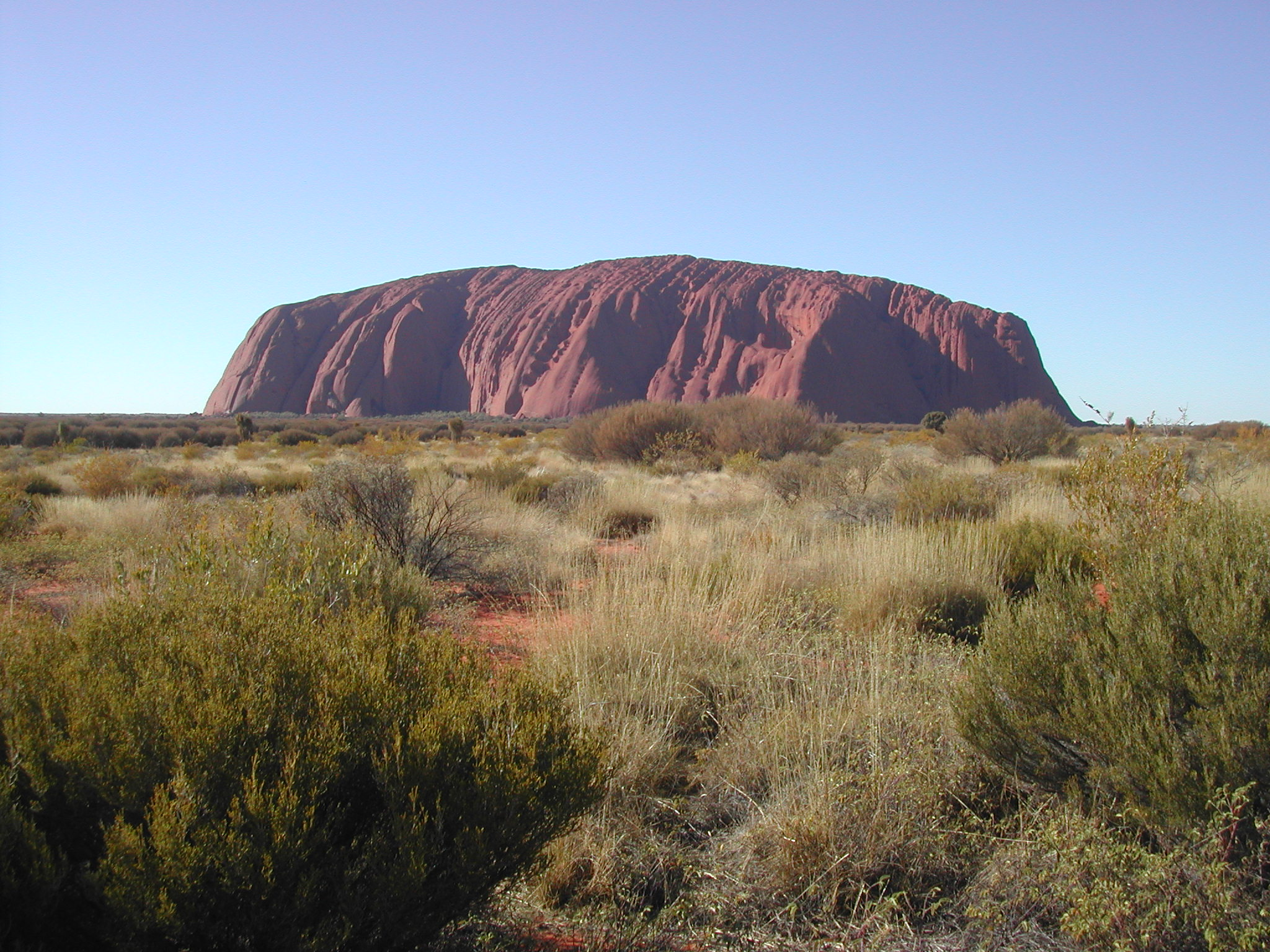
Uluru – az egyik legjobban ismert kép az Északi területről
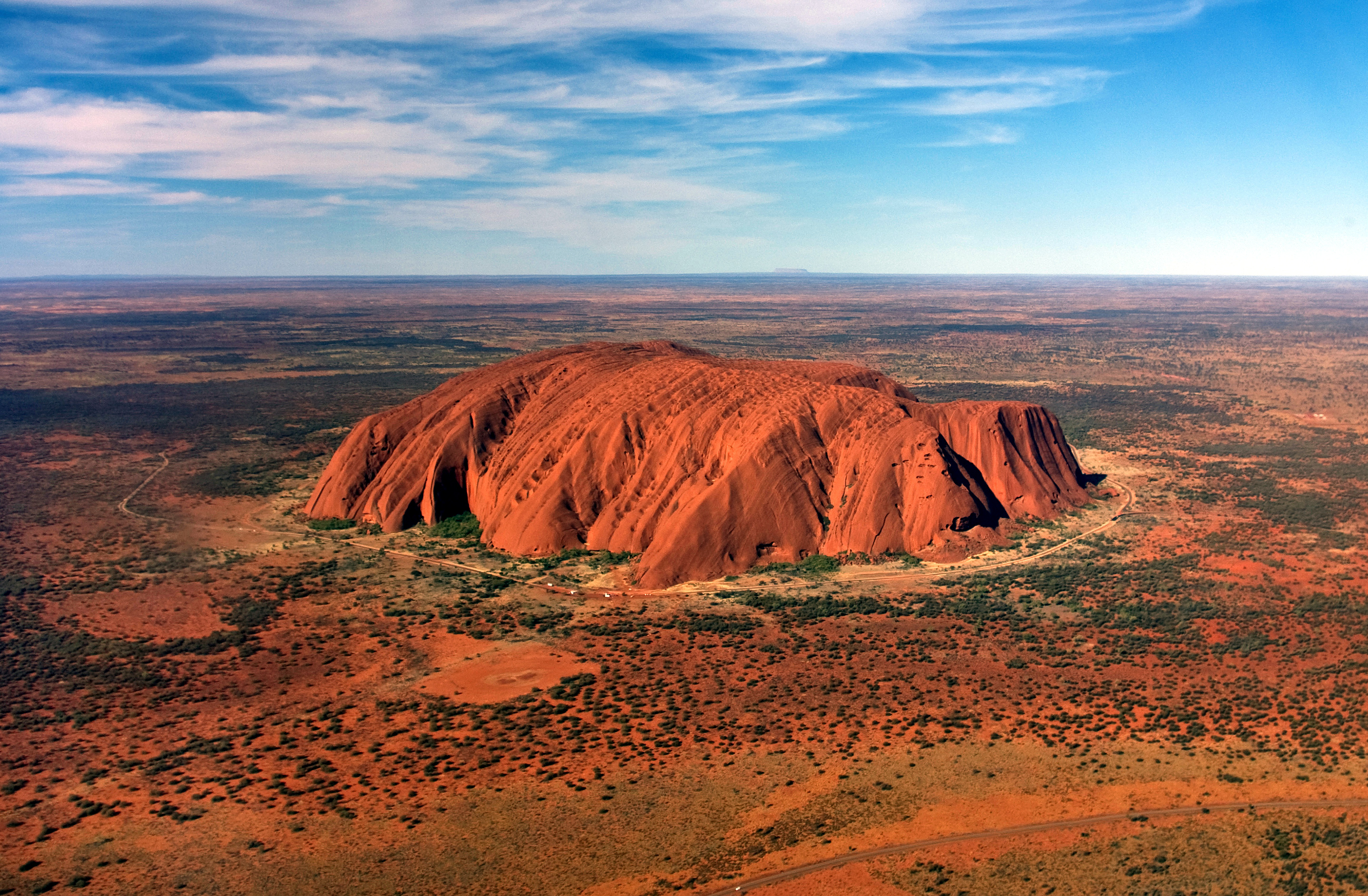
Légi felvétel az Ulururól

Az Uluru-Kata Tjuta Nemzeti Park

## Éghajlat

A Köppen-féle osztályozás szerinti éghajlattípusok az Északi területen

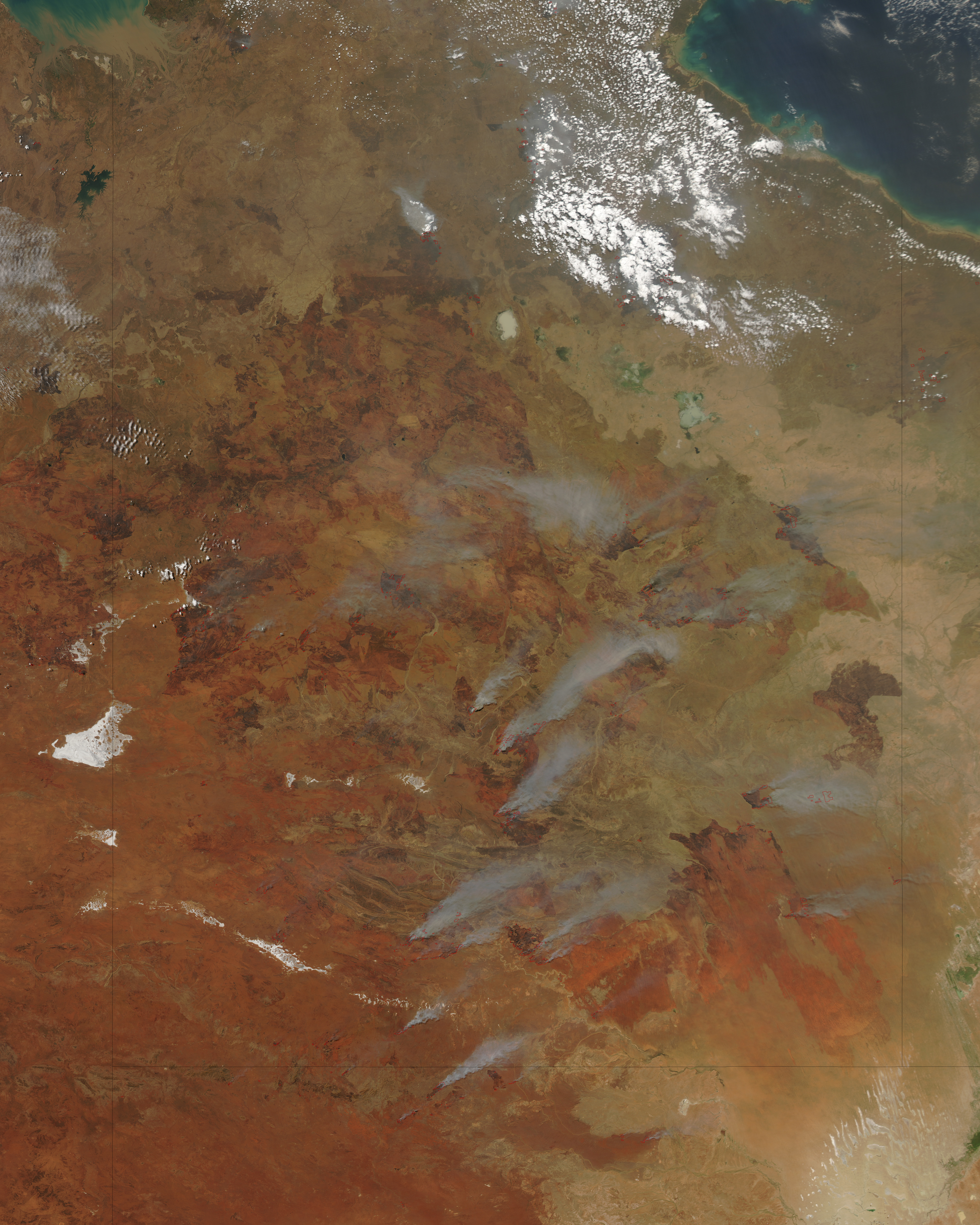
Ausztrália középső részén égő tüzekről készült műholdkép.

Az Északi területen két, egymástól jól megkülönböztethető éghajlati övezet van. A legészakibb részen – Darwint is beleértve – a trópusi éghajlat jellemző: ez magas páratartalommal és két évszakkal, az októbertől áprilisig tartó nedves, illetve májustól szeptemberi tartó száraz évszakkal írható le. A száraz évszakban szinte minden nap meleg és napos, délután a páratartalom átlagos értéke 30% körüli. Május és szeptember között a csapadékmennyiség nagyon kicsi. A leghűvösebb június és a július hónapban van, a napi legalacsonyabb hőmérséklet akár 14 °C-ra is csökkenhet, ám ennél a legritkábban alacsonyabb, fagyot szinte soha nem jegyeztek fel.
A nedves évszakban a trópusi ciklonok és monszunesők a jellemzők. A csapadék többségében december és március között (a déli féltekén ez felel meg a nyárnak) esik, ekkor gyakoriak a zivatarok, és a legnedvesebb hónapokban délutánonként a relatív páratartalom átlagosan is meghaladja a 70%-ot. Északon az éves csapadékmennyiség átlagosan 1570 mm körüli. A legtöbb csapadék – átlagosan 1800–2100 mm – az északnyugati part menti területeken esik.
A középső rész az ország belső területeit elfoglaló sivatag Alice Springs-szel és az Ayers Rockkal, illetve azt félsivatagi területek kísérik; a kevés csapadék itt az októbertől márciusig tartó legmelegebb időszakban hullik. Közép-Ausztráliában az éves csapadékmennyiség nem éri el a 250 mm-t.
A legmagasabb hőmérsékletet, 1960. január 1-jén és 2-án mérték Finke területén, míg a legalacsonyabbat, -7,5 °C-ot 1976. július 12-én Alice Springsben.

## Gazdaság
Az Északi terület gazdaságában főszerephez jut a bányászat, ami elsősorban az energetikai célra alkalmas ásványokon, a szénhidrogén-kitermelésen és energiatermelésen alapszik; ezek mintegy 2,5 milliárd dollárral járulnak hozzá a bruttó állami termékhez, és több mint 4600 embernek adnak munkát. A bányászat részarányosan a bruttó állami termék 14,9%-át adta 2014–15-ben, szemben az országosan jellemző 7%-os átlaggal.
Az elmúlt években, főleg a kiemelt infrastrukturális beruházásoknak és a bányák bővítésének a hatására az építőipar megelőzte a bányászatot a territórium legnagyobb iparágaként. Az építőipar, a bányászat és gyáripari tevékenységek, valamint a kormányzati és közösségi szolgáltatások együttesen az Északi terület bruttó állami termékének (GSP) körülbelül a felét adják, ami magasabb, mint a bruttó hazai termék (GDP) szintjén mért egyharmados arány.
Az elmúlt évtizedben a gazdaság számottevő mértékben nőtt: a 2004–2005-ös 15 milliárd dollár értékről 2014–15-re a 22 milliárd dolláros szintre bővült. Csak 2012–13-ban az Északi területen gazdasági növekedés mértéke 5,6%-os – az országos bővülés kétszeresét meghaladó mérték – volt, majd 2014–15-ben ez 10,5%-ra, azaz az országos adat négyszeresére emelkedett.
A bruttó nemzeti termék szintjén a 2003. és 2006. közötti időszak 8670 millió dollárról 11 476 millió dollárra való emelkedést hozott 32,4%-os növekedés mellett. Az egy főre eső bruttó állami termék 72 496 dolláros értéke minden más ausztrál államénál magasabb, illetve értelemszerűen meghaladja az egy főre eső ausztrál bruttó haza termék értékét (54 606 dollár) is.
Az Északi terület exportvolumene 12,9%-kal 681 millió dollárra emelkedett 2012–13-ban. A territórium kiviteléhez a következők járultak a leginkább hozzá: ásványi tüzelőanyagok (többségében cseppfolyósított földgáz), ipari nyersanyagok (főleg ércek), valamint élelmiszerek és élőállatok (elsősorban szarvasmarha). A kiviteli cikkek fő nemzetközi piacai Japán, Kína, Indonézia, az Amerikai Egyesült Államok és Dél-Korea.
Ugyanekkor az Északi területre irányuló bevitel összértéke 2887,8 millió dollár volt, ez elsősorban gépipari berendezésekből (58,4%), kőolajból, szénből, vegyi anyagokból, valamint más készárukból (17,0%) áll.
A fő bányászati termék a bauxit a Gove-félszigeten, ahol a kitermelt érc értéke meghaladja a 254 millió dollárt, illetve a Groote Eylandt szigetén a mangán. Ez utóbbi esetében a nemrégiben Bootu Creek és Frances Creek közelében nyitott bányákkal együtt a bányászati tevékenységek éves szinten 1,1 milliárd dollárt termelnek. Az aranybányászat értéke a Union Reefs bányaüzem termelésével együtt megközelíti a 700 millió dollárt, míg a Ranger Uranium Mine uránt hoz a felszínre.
A territóriumban a idegenforgalom a gazdaság egyik hajtóereje, fontos iparágnak számít a regionális területeken. Az olyan ikonikus úticélok, mint az Uluru és a Kakadu Nemzeti Park kifejezetten népszerűk a haza és külföldi utazók körében. A változatos tájak, vízesések, tágas terek, az ausztrál őslakos kultúra, valamint a vad és zabolátlan vadvilág lehetőséget ad a látogatók számára, hogy elmerüljenek az Északi Terület természeti csodáiba. 2015-ben mintegy 1,6 millió hazai és külföldi turista érkezett a területre, ami a becslések szerint 2 milliárd bevételt jelentett a helyi gazdaságnak. A turisták körében az üdülési célból a territóriumba látogatók voltak többségben (kb. 792 000 turista). Az idegenforgalom erősen kötődik más olyan szektorokhoz, mint a szállodaipar, a vendéglátás, a kiskereskedelem, a szabadidős tevékenységek és kultúra, valamint a közlekedés.

## Közlekedés

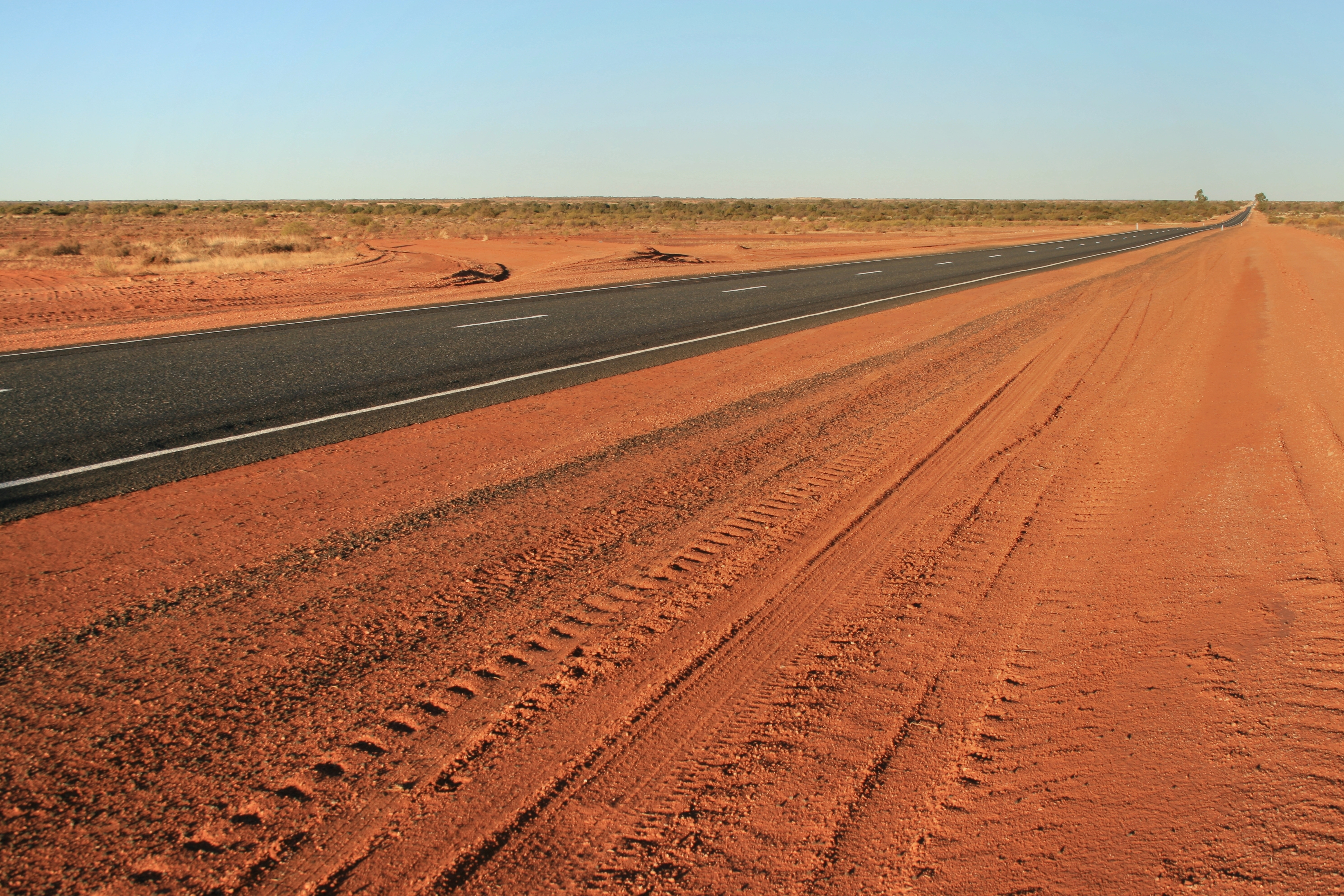
Az Ulurut a Stuart Highway országúttal összekötő Lasseter Highway.

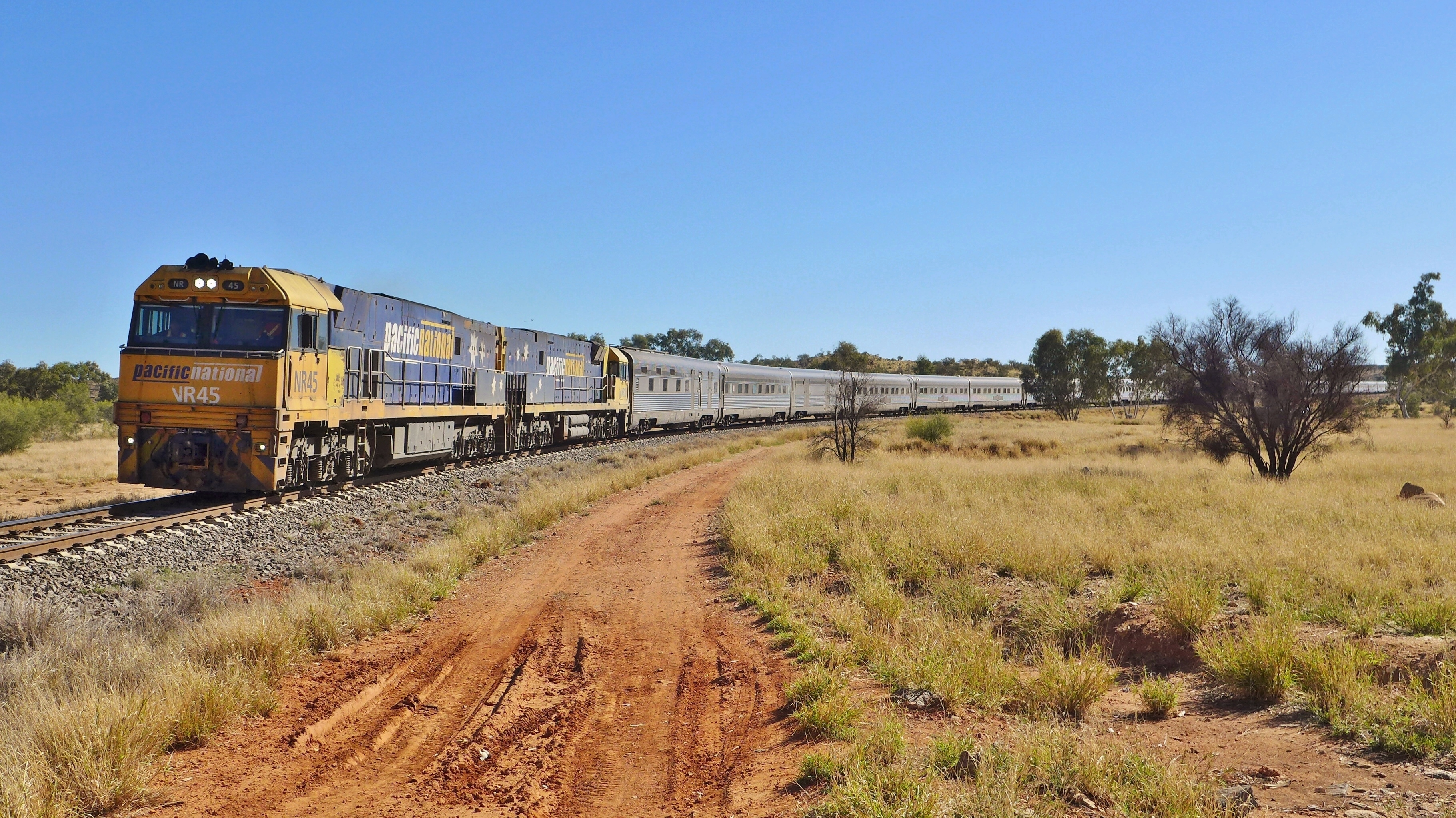
A The Ghan vasútvonal

Az Északi terület Ausztrália legritkábban lakott állama, illetve territóriuma. 1869-es megalapításától kezdve a terület évtizedekig Darwin kikötőjén keresztül látták el árukkal. Maga a kikötő 1942-ben, a japánok légitámadásai nyomán károkat szenvedett, majd később helyreállították. Az 1960-as évek végén a területet a szomszédos államokkal összekötő közutak fejlesztése, az akadozó kikötői kiszolgálás és a gyors gazdasági bővülés bizonytalanságokhoz vezetett a kikötő és a regionális infrastruktúra fejlesztése terén. Egy, a helyi közigazgatási vezető, az Adminisztrátor által létrehozott vizsgálóbizottság tevékenységének eredményeként módosítottak a kikötők működésén, elhalasztották a kikötőhelyeken tervezett beruházásokat, és egy átfogó fejlesztési tervet dolgoztak ki a kikötőre. A vasúti szállítás bővítésének kérdése akkoriban a kis szállítandó mennyiségek miatt nem merült fel.
Mára az Északi terület burkolt közutak megfelelő hálózatával rendelkezik, beleértve két országos gyorsforgalmi utat: ezek kapcsolatot teremtenek a szomszédos államokkal, összekötik a territórium nagyobb népességű központjait, valamint más fontos helyeket, mint az Uluru, a Kakadu Nemzeti Park és a Litchfield Nemzeti Park. A Stuart Highway északról délre halad, Darwinból Alice Springs érintésével Adelaide-ben ér véget. A szilárdburkolatú utak egy része egysávos aszfaltút. A távolabbi települések között jellemzően burkolat nélküli utak (földutak) találhatók.
Az Adelaide és Darwin közötti vasútvonal, egy új, normál nyomtávolságú vasút, amely Adelaide-ből indul, és Alice Springs-en keresztül Darwinba tart; ez a korábbi, keskeny nyomtávolságú vasutat váltotta fel, mert annak Alice Springs és az északi területi Birdum közötti szakasza sosem épült meg. A The Ghan utasszállító vasút szintén Darwin és Adelaide között közlekedik, az Északi területen a következő településeken áll meg: Katherine, Tennant Creek, Alice Springs és Kulgera.
Egészen 2016. november 21-ig az Északi terület számított a világ kevés olyan helyei egyikének, ahol egyes közutakon nem létezett megengedett maximális sebesség. 2007. január 1-ével a lakott területeken kívüli utakon (lakott területeken 40, 50 vagy 60 km/óra megengedett maximális sebesség van érvényben) általánosan bevezették a 110 km/órás megengedett maximális sebességet. Egyes gyorsforgalmi utakon – mint a Stuart Highway  –130 km/órás sebességgel is lehet haladni. 2014. február 1-én aztán egy éves próbaidőre megszüntették a sebességkorlátozást a Stuart Highway egy 204 km-es szakaszán. A megengedett maximális sebességet végül 2016. november 21-én 130 km/órában állapították meg Darwin nemzetközi repülőtere bonyolítja a territórium belső és nemzetközi légi közlekedésének nagy részét. Ugyanakkor az Északi területen több kisebb, jellemzően kisebb légitársaságok által kiszolgált repülőtér található Alice Springs-ben, Katherine-ben és Tennant Creeken.

## Népesség

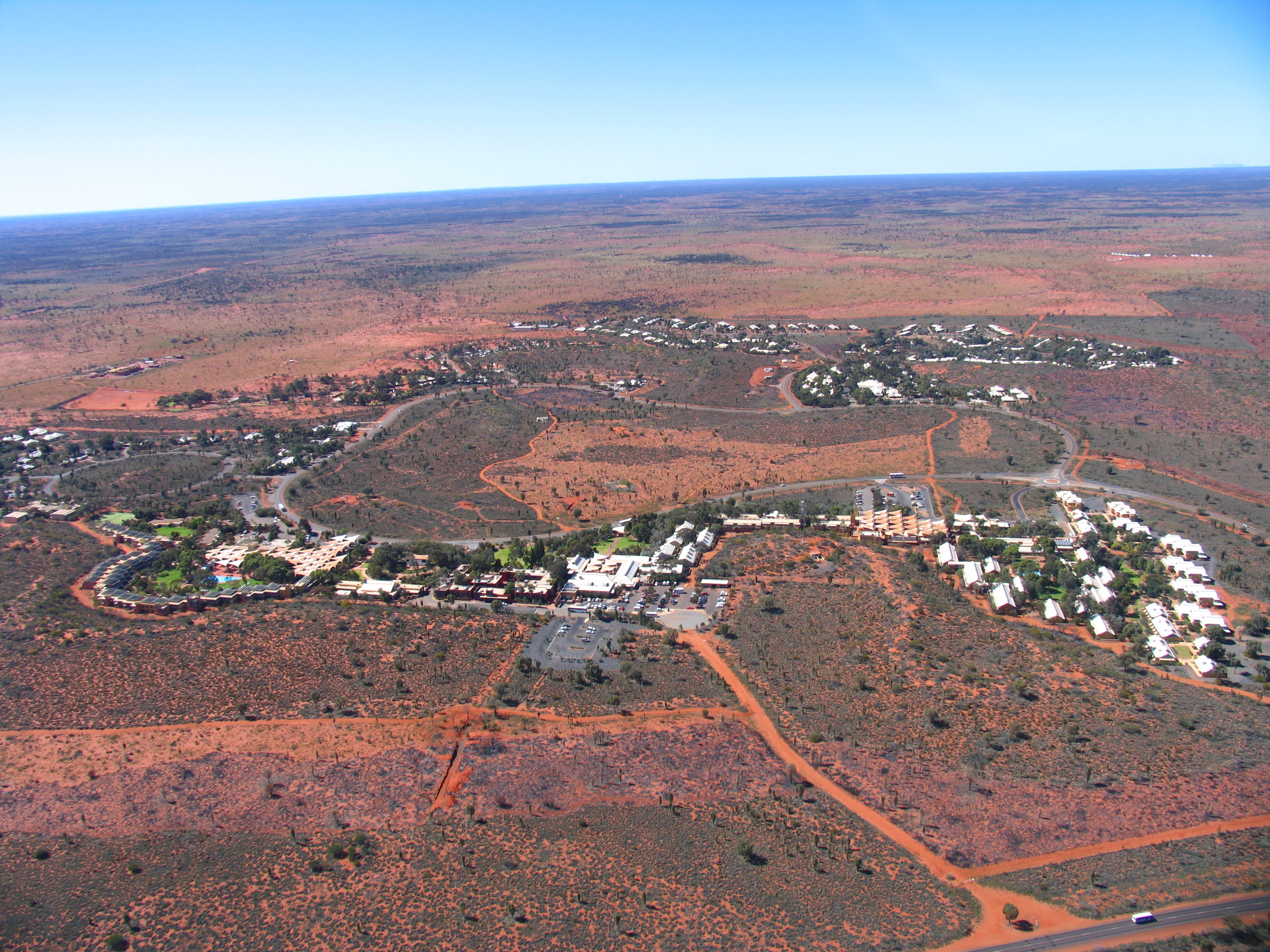
Légi felvétel a sivatagi Yulara településről

A territóriumban élő népesség becsült lélekszáma 1981 óta

A 2011-es népszámlálás szerint az Északi terület népessége 211 945 fő volt, ami 10 százalékos növekedés a 2006-os népszámlálási adathoz képest. Az Ausztrál Statisztikai Hivatal becslése alapján 2015 júniusában a népesség 244 300 fő volt, de ez az országon, illetve a territóriumon kívül élő lakosságot is figyelembe vette. A territórium lakossága Ausztrália népességének 1%-át teszi ki.
Az Északi terület lakossága a legfiatalabb Ausztráliában, itt élnek a legnagyobb arányban (23,2%) 15 év alattiak, illetve a legkisebb arányban (5,7%) 65 év felettiek. Az Északi területen a lakosság átlagéletkora 31 év, ami hat évvel fiatalabb az országos szinten mért középértéknél.
Az Északi terület népességében több mint 100 különböző nemzetiség lelhető fel, az etnikai csoportokat 50-nél is több szervezet képviseli.
A 2011-es népszámlálás szerint az Északi területen a származás szerinti leggyakoribb népcsoportok az ausztrálok (23,9%), az angolok (19,4%), az ausztrál őslakók (14,7%), az írek (6,2%) és a skótok (5,1%).

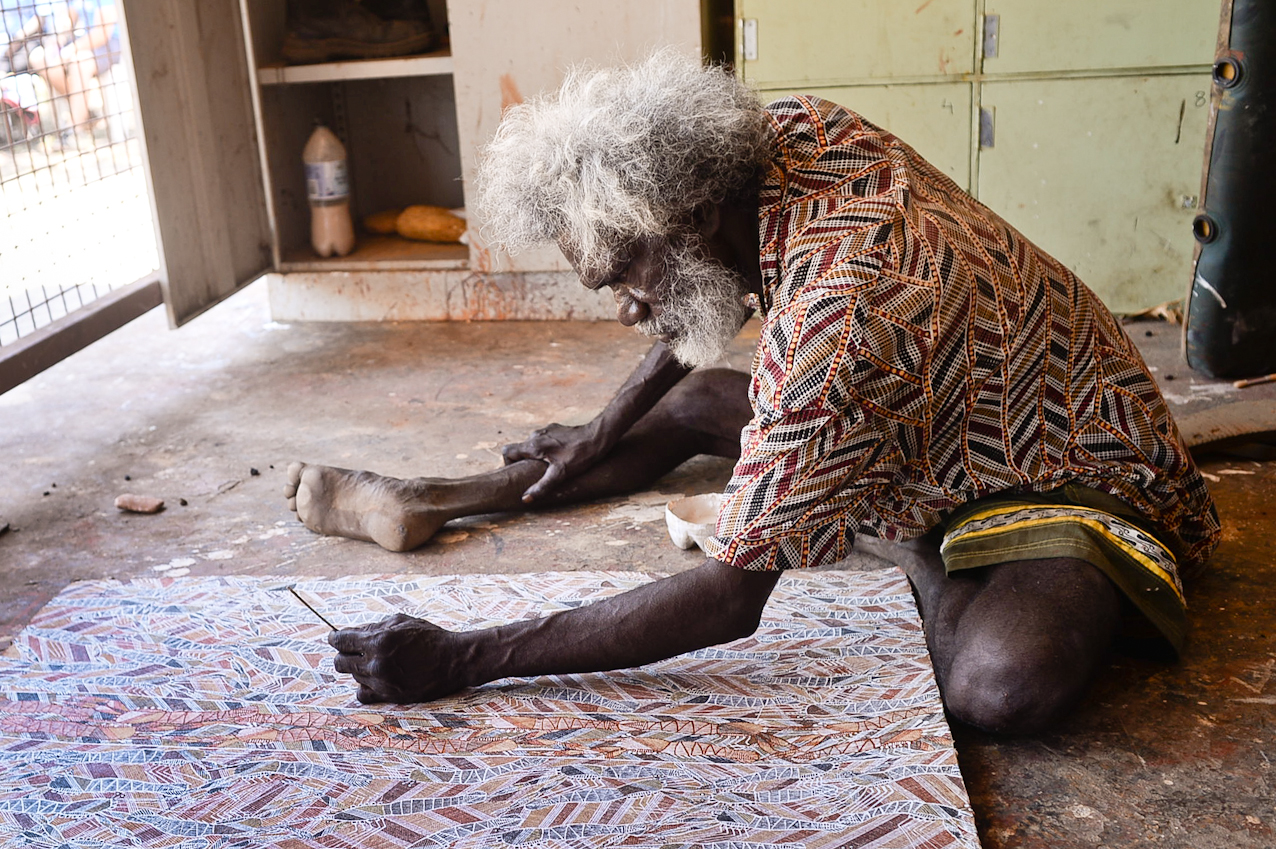
Glen Namundja, arnhem-földi ausztrál őslakos művész munka közben

Szintén a 2011-es népszámlálás állapította meg, hogy a népesség 25,4%-a a kontinensen kívül született: 2,5% az Egyesült Királyságban, 1,9% Új-Zélandon, 1,7% a Fülöp-szigeteken, 0,9% Indiában és 0,5% az Amerikai Egyesült Államokban.
Az ausztrál őslakosok tulajdonában van a földterületek mintegy 49%-a. Az Északi területen a születéskor várható élettartam jóval alacsonyabb az ausztrál őslakosok körében, mint a nem őslakosok között, ami egyébként Ausztrália más részeire is jellemző. A vonatkozó statisztikák arra utalnak, hogy az őslakosok 11 évvel korábban halnak meg, mint az átlag ausztrál. A territórium számos részén találhatók őslakos közösségek, ezek közül a legnagyobbak pitjantjatjara népcsoport az Uluru közelében, az arrernte törzs Alice Springs mellett, a luritja népség e két utóbbi között, valamint északra a warlpiri, illetve keletre, Arnhem-földön a jolngu népcsoport.
Az Északi terület lakosainak 54%-a a territórium északi kiszögelésében (Top End) lévő fővárosban, Darwinban él, azaz a vidéki területeken élő népesség részaránya nem éri el az 50%-ot. Ennek ellenére az Északi terület az államszövetség egyik legkevésbé városiasodott állama (Tasmania után).

### Városok és más települések
Az Északi terület településeinek (statisztikai területi egységeinek) lélekszáma.
| Sorrend | Statisztikai területi egység | 2011-es népesség |
| ------- | ---------------------------- | ---------------- |
| 1       | Darwin                       | 78 925           |
| 2       | Palmerston                   | 30 098           |
| 3       | Alice Springs                | 28 449           |
| 4       | Litchfield                   | 20 039           |
| 5       | Katherine                    | 10 355           |
| 6       | Nhulunbuy                    | 4383             |
| 7       | Tennant Creek                | 3515             |
| 8       | Wadeye/Victoria-Daly         | 2682             |
| 9       | Jabiru                       | 1271             |
| 10      | Yulara                       | 991              |

### Vallás

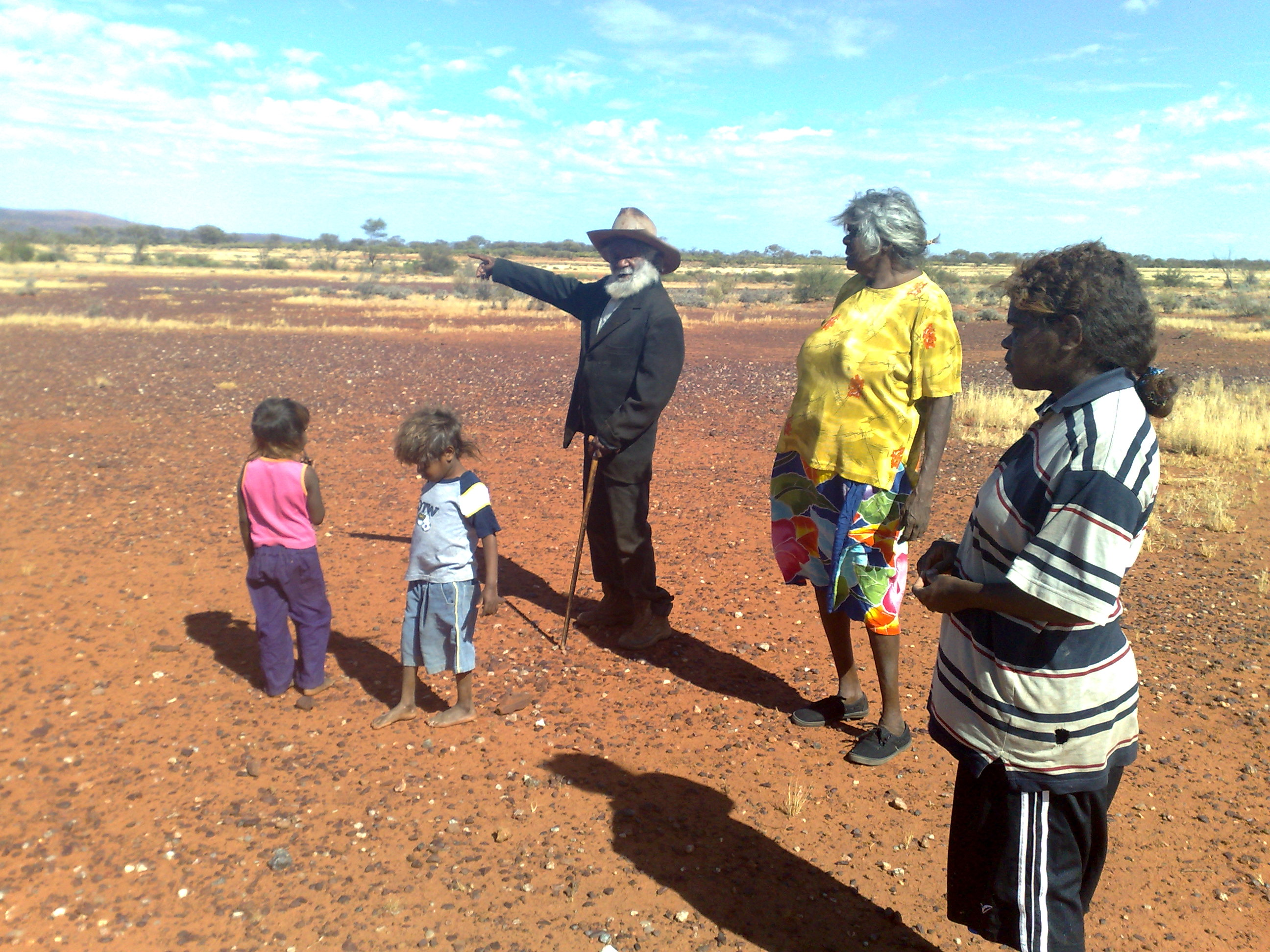
Egy helyi őslakos, Tjuki mesél egy, az Álomidőre visszanyúló történetet Manpiról, a galambról. A történetmesélés és szájhagyomány fontos részét képezi az őslakos mitológiának és szokásoknak, amelyet az ausztrál őslakosok az Északi területen széles körben ápolnak.

A 2016-os népszámlálás adatai szerint a római katolikusok alkotják a legnagyobb vallási csoportot az Északi területen 19,9%-kal, akiket az anglikánok (8,4%), az 1977-es ausztrál alapítású Uniting Church hívei (5,7%) és a lutheránusok (2,6%) követnek. A legnagyobb nem keresztény felekezetet a buddhizmus adja (2,0%), majd a territóriumon a népesség arányában a leggyorsabban növekvő hinduizmus (1,6%) következik. Az ausztrál őslakos vallásokat a lakosság 1,4%-a gyakorolja. A területen mintegy 30%-a egyik vallás követőjének sem vallja magát.
Számos őslakos a hagyományos vallási elképzeléseit, hitét az Álomidőre vezeti vissza.

### Nyelvek

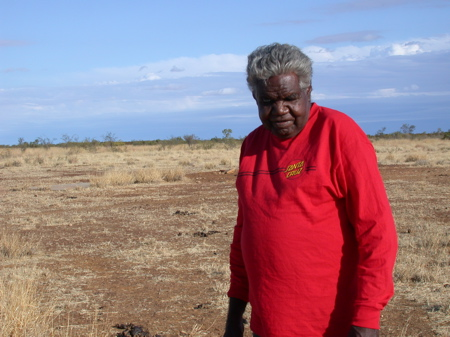
Warumungu férfi

Az Északi területen több mint 100 ausztrál őslakos nyelvet és dialektust beszélnek az angol mellett, amely a városokban, például Darwinban és Alice Springs-ben gyakori. A territóriumban beszélt őslakos nyelvek között a legnagyobbak a murrinh-patha és a ngangikurrungurr az északnyugati Wadeye közelében, a warlpiri és a warumungu nyelv a középső területeken, Tennant Creek környezetében, az arrernte Alice Springs-nél, a pintupi-luritja a délkeleti részen, a pitjantjatjara délen, Uluru közelében, a jolngu matha fent, északon, Arnhem-földön (ahol a dhuwal nyelv djambarrpujngu dialektusa közvetítőnyelvnek számít, továbbá a burarra, a maung, az iwaidja és a gunwinggu nyelvek a központi vidék északi részén, illetve Croker- és Goulburn-szigeten. A tiwi nyelet Melville-szigeten és Bathurst-szigeten beszélik. E nyelvek írott szövegeinek, irodalmának megőrzésére 2012-ben alapították az Őslakos Nyelvek Élő Archívumát (Living Archive of Aboriginal Languages).

## Oktatás

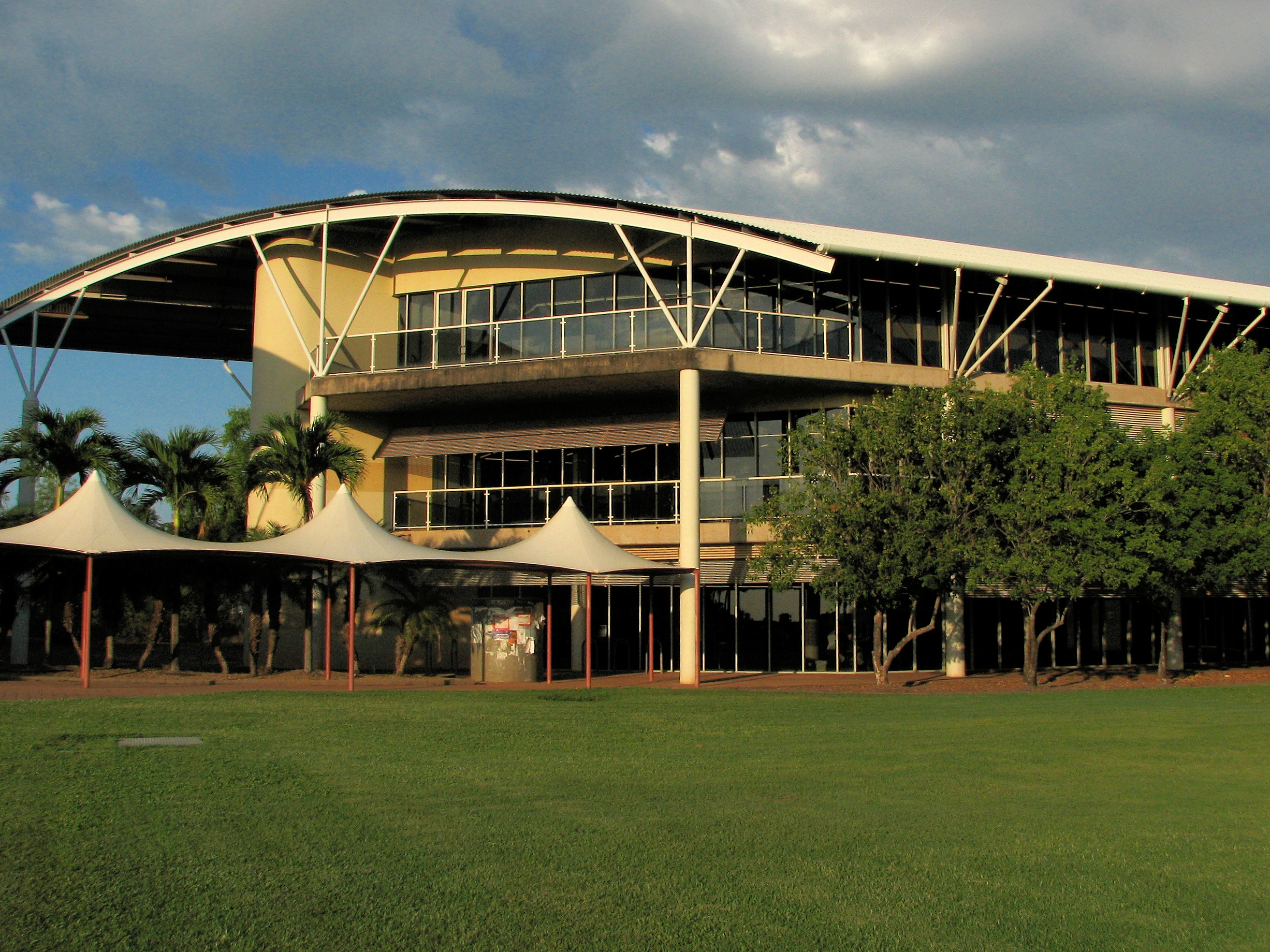
Épület a Charles Darwin Egyetem kampuszán

### Általános és középiskolák
Az Északi terület közoktatási rendszerében hat év általános iskolai oktatást a középiskolára felkészítő három éves képzés (middle school), majd három év középiskolai időszak követ. 2007 elején vezették be a 7–9. osztályok számára a felkészítő, illetve a 10–12. osztályoknak a gimnáziumi oktatást. Az Északi területen a gyerekek rendszerint öt éves kortól járnak iskolába. A középiskola befejezésekor érettségi bizonyítványt (Northern Territory Certificate of Education, NTCE) szereznek. A középiskolai tanulmányaikat sikeresen befejező diákok egyúttal a felsőoktatási felvételihez besorolási pontszámot (ENTER score) kapnak. A territóriumban nemzetközi érettségit egy intézmény biztosít: Kormilda College.
Az Északi terület iskolái állami vagy magánfinanszírozásúak. Az állami vagy kormányzati iskolákat közvetlenül az Oktatási Minisztérium tartja fenn és működteti. A magánfenntartású, tandíjas iskolák között megtalálhatók a brit elitiskolákhoz hasonló, a katolikus egyház által működtetett és más független iskolák; ez utóbbiak között protestáns, luteránus, anglikán, görög ortodox és adventista iskolák éppúgy vannak, mint nem felekezeti és őslakos tanintézmények.
2009-ben az Északi területen 151 állami iskola, 15 katolikus iskola és 21 független iskola működött. A territóriumban közel 40 ezer diák járt iskolába, ebből 29 ezer állami és mintegy 10 ezer független intézményekbe. A területen körülbelül 4000 főállású tanár dolgozik.

### Felsőoktatás
A territóriumon egyetlen, 1989-ben Northern Territory University néven alapított egyetem működik. A ma már Charles Darwin Egyetemként ismert intézményben mintegy 20 ezer hallgató tanul:  kisebb hányaduk ténylegesen felsőoktatásba, míg többségük szakképzésben vesz részt. A területen az első felsőfokú képzést biztosító intézmény az 1960-as évek közepén az ausztrál őslakosok számára nyitott, és ma is működő Batchelor Institute of Indigenous Tertiary Education volt.

### Könyvtárak
A központi Northern Territory Library a terület tudományos és szakkönyvtára. Feladata az Északi terület írott örökségének az összegyűjtése, megőrzése és bemutatása többféle programon és szolgáltatáson keresztül. A gyűjtemény anyagai könyveket, újságokat, folyóiratokat, kéziratokat, térképeket, képeket, tárgyakat, hang- és filmfelvételeket, valamint adatbázisokat egyaránt tartalmaznak.

## Média

### Nyomtatott sajtó
Az Északi területen egyetlen tabloid típusú újságot adnak ki: ez a Northern Territory News vagy röviden NT News. A The Sunday Territorian az NT News csak vasárnaponként megjelenő testvérlapja.
A Centralian Advocate hetente kétszer jelenik meg Alice Springs környékén. Ezen kívül öt közösségi hetilap kapható. A területen mindenhol elérhető a The Australian országos napilap, Darwinban pedig The Sydney Morning Herald, a The Age és a Guardian Weekly is kapható. Katherine saját újságja a Katherine Times.
Az LMBT-közösség saját sajtóterméke a Darwinban és Alice Springsben megjelenő QNews Magazine.

### Televízió
Darwin városának központi részén összesen öt televíziós csatorna sugároz:
- az Ausztrália nemzeti hírügynöksége által üzemeltetett ABC Northern Territory
- SBS Northern Territory
- az országos Seven Network hálózathoz tartozó Southern Cross Television
- a Nine Network Darwin
- az országos Network Ten hálózathoz tartozó Ten Darwin
- Darwin kisközösségi állomása, az ITV64

Az Északi terület regionális körzeteiben hasonló a csatornaellátottság:
- ABC Northern Territory
- SBS Northern Territory
- Southern Cross Television
- az országos Nine Network hálózathoz tartozó Imparja
- az országos Network Ten hálózathoz tartozó Ten Central

A távoli területeken a televíziós adást a kifejezetten a vidéki Ausztráliában való sugárzás céljából létrehozott Viewer Access Satellite Television szolgáltatás biztosítja, amelyben a regionális sugárzású csatornákat néhány további, kisközösségi csatorna, például az ausztrál őslakóknak szóló Indigenous Community Television és hasonló tartalmú Westlink egészíti ki.

### Rádió
Darwinban AM és FM frekvenciákon sugárzó állomások egyaránt vannak. A nemzeti hírügynökség ABC rádióállomásai az ABC NewsRadio (102.5FM), a 105.7 ABC Darwin (8DDD 105.7FM), az ABC Radio National (657AM), az ABC Classic FM (107.3FM) és a Triple J (103.3FM). Ezek mellett két kereskedelmi csatorna – a Mix 104.9 (8MIX) és a Hot 100 FM (8HOT) – működik.
A vezető közösségi állomások a 104.1 Territory FM és a Radio Larrakia (8KNB).
Alice Springsben szintén AM és FM frekvenciájú állomások üzemelnek. Az ABC rádióállomásai a Triple J (94.9FM), az ABC Classic FM (97.9FM), a 783 ABC Alice Springs (783AM) és az ABC Radio National (99.7FM). A városban két közösségi rádiócsatorna van: a CAAMA (100.5FM) és a 8CCC (102.1FM). Az azonos tulajdonoshoz tartozó kereskedelmi rádiók a Sun 96.9 (96.9FM) és a 8HA (900AM). Két további állomás a Territory FM (98.7FM) és a Radio TAB (95.9FM), melyek darwini, illetve brisbane-i vállalkozásokhoz tartoznak.

## Sport
Ausztrália Északi Területén a következő sportok számítanak népszerűnek:

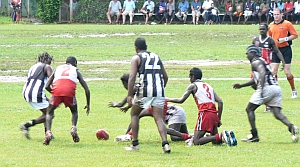
Nagydöntő a Tiwi-szigetek bajnoki címéért

- Ausztrál futball – Bár az Északi Területnek nincs az országos bajnokságban, az Ausztrál Futball Ligában játszó csapata, a territórium önálló bajnokságát (Northern Territory Football League) Darwin központtal szervezik, sőt a mindössze 2600 lakosú Tiwi-szigeteken is külön bajnokság (Tiwi Islands Football League) működik, mivel az országban egyedülálló módon a helyi népesség mintegy 35%-a igazolt játékos, a minden év márciusában rendezett nagydöntőn a nézőszám rendszeresen eléri a 3 ezret, és komoly idegenforgalmi eseménynek számít. .[34] Ezen kívül az 1983-ban alapított, kizárólag ausztrál őslakókból álló Aboriginal All-Stars csapatnak is Darwin ad otthont, továbbá a 2017-ben 8 résztvevő indított és 8 hétig tartó, országos női ausztrál futballbajnokságban az Északi Terület női játékosai a dél-ausztrál  Adelaide Crows gárdájával együtt indítanak  csapatot.[35] Más sportágakhoz hasonlóan az Ausztrál Futball Liga rendszeresen szervez bajnoki mérkőzéseket bemutató jelleggel északi területi helyszínen.

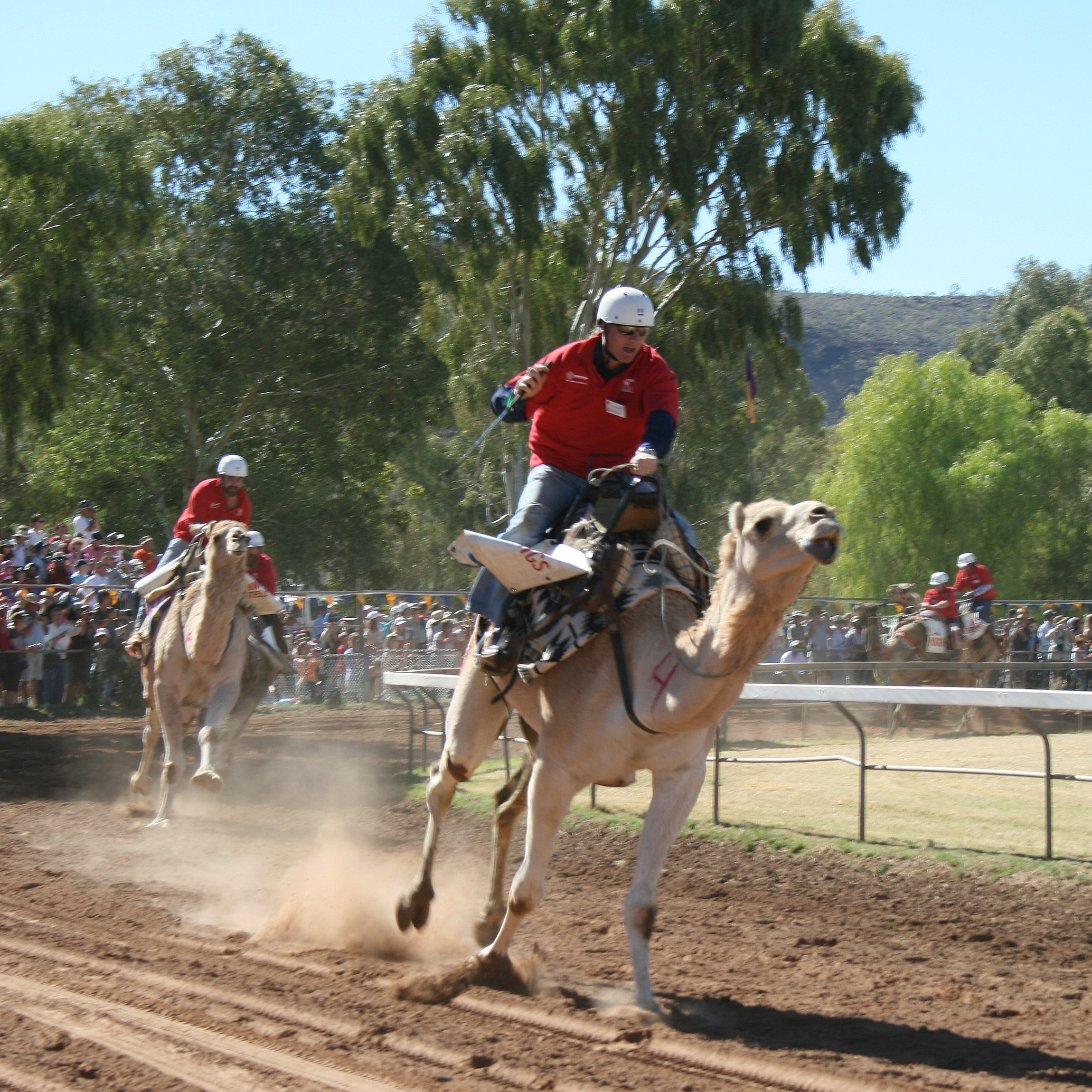
Teveverseny a 2009-es Camel Cupon.

- Krikett – A territórium szintű eseményeket a helyi szövetség, a Northern Territory Cricket szervezi.[36]
- Ligarögbi és rögbi – Az ausztrál futballhoz hasonlóan, bár országos bajnokságban a territórium csapatai nem szerepelnek, a népességszámhoz viszonyítva az országnak ebben a közigazgatási egységében a legmagasabb a részvételi arány, illetve a múltban – bemutató jelleggel – az Északi Terület több bajnoki mérkőzésnek is otthont adott. A sportági mérkőzések fő helyszínei: Darwin, Alice Springs, Katherine and Gove. Minden évben Darwin rendezi a The Heineken Hottest 7s elnevezésű, a déli félteke legmagasabb pénzdíjazású 7 fős rögbitornáját, amin Ausztráliából, Új-Zélandról, Pápua Új-Guineáról, Malajziából és Szingapúrból érkező csapatok mérik össze tudásukat.[37]

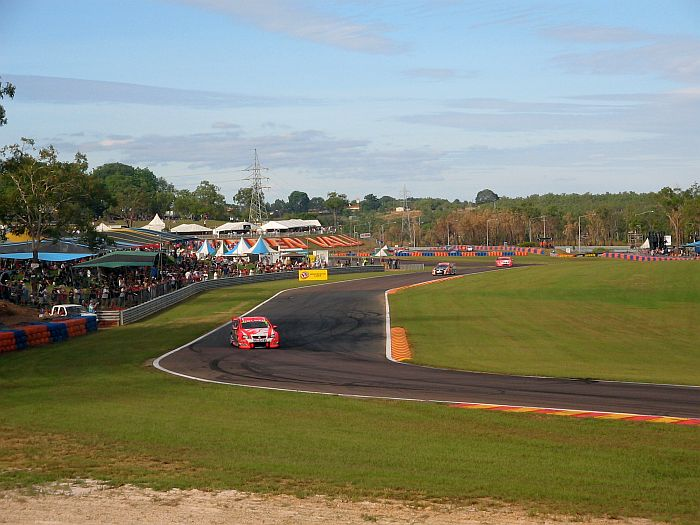
A Hidden Valley Raceway

- Lóverseny – A lóversenyszezon csúcspontja a többi ausztrál államból is tízezres látogatószámot vonzó, először 1956-ban megrendezett, és minden év augusztusában az első hétfőn sorra kerülő Darwin Cup.[38] Ezzel szemben Alice Springs 1970 óta évente teveversenyt lát vendégül.
- Technikai sportok – A Darwin közeli, Hidden Valley Raceway nevű versenypályán évente megrendezik a V8 Supercars túra-autóbajnokság egy-egy fordulóját. Maga a létesítmény gyorsulási versenyeknek is otthont ad, a közeli Northline Speedway pedig salakversenyek rendezésére ad lehetőséget. Az Északi Terület déli részén, Alice Springs környékén rendezik 1976 óta Ausztrália legnagyobb, sivatagi környezetben zajló terepversenyét, a Finke Desert Race-t autósoknak és motorosoknak egyaránt.

Az Északi Területen további, szervezett keretek között zajló csapatsportok a labdarúgás és a baseball.

## Kapcsolódó szócikk
- Az Északi terület közigazgatási egységei